# Eloeophila apiculata
Eloeophila apiculata là một loài ruồi trong họ Limoniidae. Chúng phân bố ở miền Tân bắc.